# Parigi-Nizza 2000
La Parigi-Nizza 2000, cinquantottesima edizione della corsa, si svolse dal 5 al 12 marzo su un percorso di 1 151 km ripartiti in 7 tappe precedute da un cronoprologo. Fu vinta dal tedesco Andreas Klöden davanti al francese Laurent Brochard e allo spagnolo Francisco Mancebo.

## Tappe
| Tappa  | Data     | Percorso                              | km    | Vincitore di tappa | Leader cl. generale |
| ------ | -------- | ------------------------------------- | ----- | ------------------ | ------------------- |
| Prol.  | 5 marzo  | Bois de Vincennes (cron. individuale) | 7.9   | Laurent Brochard   | Laurent Brochard    |
| 1ª     | 6 marzo  | Sens > Nevers                         | 201   | Jaan Kirsipuu      | Jaan Kirsipuu       |
| 2ª     | 7 marzo  | Nevers > Belleville                   | 203.7 | Fabio Baldato      | Laurent Brochard    |
| 3ª     | 8 marzo  | Trévoux > Saint-Étienne               | 178   | Bo Hamburger       | Laurent Brochard    |
| 4ª     | 9 marzo  | Berre l'Étang > Sisteron              | 194.2 | Matteo Tosatto     | Laurent Brochard    |
| 5ª     | 10 marzo | Sisteron > Villeneuve-Loubet          | 196.2 | François Simon     | Laurent Brochard    |
| 6ª     | 11 marzo | Nizza > Col d'Èze (cron. individuale) | 10    | Andreas Klöden     | Andreas Klöden      |
| 7ª     | 12 marzo | Nizza > Nizza                         | 160.1 | Tom Steels         | Andreas Klöden      |
| Totale | Totale   | Totale                                | 1 151 |                    |                     |

## Dettagli delle tappe

### Prologo
- 5 marzo: Bois de Vincennes > Bois de Vincennes (cron. individuale) – 7,9 km

| Pos. | Corridore        | Squadra         | Tempo |
| ---- | ---------------- | --------------- | ----- |
| 1    | Laurent Brochard | Jean Delatour   | 9'32" |
| 2    | Chris Boardman   | Crédit Agricole | s.t.  |
| 3    | Lauri Aus        | AG2R            | a 4"  |

| Pos. | Corridore        | Squadra         | Tempo |
| ---- | ---------------- | --------------- | ----- |
| 1    | Laurent Brochard | Jean Delatour   | 9'32" |
| 2    | Chris Boardman   | Crédit Agricole | s.t.  |
| 3    | Lauri Aus        | AG2R            | a 4"  |

### 1ª tappa
- 6 marzo: Sens > Nevers – 201 km

| Pos. | Corridore      | Squadra          | Tempo    |
| ---- | -------------- | ---------------- | -------- |
| 1    | Jaan Kirsipuu  | AG2R             | 4h56'01" |
| 2    | Danilo Hondo   | Deutsche Telekom | s.t.     |
| 3    | Stuart O'Grady | Crédit Agricole  | s.t.     |

| Pos. | Corridore        | Squadra         | Tempo    |
| ---- | ---------------- | --------------- | -------- |
| 1    | Jaan Kirsipuu    | AG2R            | 5h05'29" |
| 2    | Laurent Brochard | Jean Delatour   | a 4"     |
| 3    | Chris Boardman   | Crédit Agricole | a 5"     |

### 2ª tappa
- 7 marzo: Nevers > Belleville – 203,7 km

| Pos. | Corridore         | Squadra       | Tempo    |
| ---- | ----------------- | ------------- | -------- |
| 1    | Fabio Baldato     | Fassa Bortolo | 4h49'21" |
| 2    | Giuliano Figueras | Mapei         | s.t.     |
| 3    | Laurent Brochard  | Jean Delatour | s.t.     |

| Pos. | Corridore        | Squadra           | Tempo    |
| ---- | ---------------- | ----------------- | -------- |
| 1    | Laurent Brochard | Jean Delatour     | 9h54'50" |
| 2    | Andreas Klöden   | Deutsche Telekom  | a 9"     |
| 3    | Frankie Andreu   | US Postal Service | a 12"    |

### 3ª tappa
- 8 marzo: Trévoux > Saint-Étienne – 178 km

| Pos. | Corridore         | Squadra       | Tempo    |
| ---- | ----------------- | ------------- | -------- |
| 1    | Bo Hamburger      | Memory Card   | 4h28'35" |
| 2    | Rinaldo Nocentini | Mapei         | a 10"    |
| 3    | Matteo Tosatto    | Fassa Bortolo | s.t.     |

| Pos. | Corridore        | Squadra           | Tempo     |
| ---- | ---------------- | ----------------- | --------- |
| 1    | Laurent Brochard | Jean Delatour     | 14h23'35" |
| 2    | Andreas Klöden   | Deutsche Telekom  | a 10"     |
| 3    | Frankie Andreu   | US Postal Service | a 12"     |

### 4ª tappa
- 9 marzo: Berre l'Etang > Sisteron – 194,2 km

| Pos. | Corridore          | Squadra       | Tempo    |
| ---- | ------------------ | ------------- | -------- |
| 1    | Matteo Tosatto     | Fassa Bortolo | 4h59'35" |
| 2    | Tristan Hoffman    | Memory Card   | a 2"     |
| 3    | Salvatore Commesso | Saeco         | s.t.     |

| Pos. | Corridore        | Squadra           | Tempo     |
| ---- | ---------------- | ----------------- | --------- |
| 1    | Laurent Brochard | Jean Delatour     | 19h23'12" |
| 2    | Andreas Klöden   | Deutsche Telekom  | a 10"     |
| 3    | Frankie Andreu   | US Postal Service | a 12"     |

### 5ª tappa
- 10 marzo: Sisteron > Villeneuve-Loubet – 196,2 km

| Pos. | Corridore           | Squadra       | Tempo    |
| ---- | ------------------- | ------------- | -------- |
| 1    | François Simon      | Bonjour       | 4h43'09" |
| 2    | Alessandro Petacchi | Fassa Bortolo | s.t.     |
| 3    | Andrei Tchmil       | Lotto-Adecco  | s.t.     |

| Pos. | Corridore        | Squadra          | Tempo     |
| ---- | ---------------- | ---------------- | --------- |
| 1    | Laurent Brochard | Jean Delatour    | 24h06'21" |
| 2    | François Simon   | Bonjour          | a 6"      |
| 3    | Andreas Klöden   | Deutsche Telekom | a 10"     |

### 6ª tappa
- 11 marzo: Nizza > Col d'Èze (cron. individuale) – 10 km

| Pos. | Corridore          | Squadra          | Tempo     |
| ---- | ------------------ | ---------------- | --------- |
| 1    | Andreas Klöden     | Deutsche Telekom | 17h43'38" |
| 2    | Laurent Brochard   | Jean Delatour    | a 17"     |
| 3    | Jonathan Vaughters | Crédit Agricole  | a 23"     |

| Pos. | Corridore         | Squadra          | Tempo     |
| ---- | ----------------- | ---------------- | --------- |
| 1    | Andreas Klöden    | Deutsche Telekom | 24h26'37" |
| 2    | Laurent Brochard  | Jean Delatour    | a 7"      |
| 3    | Francisco Mancebo | Banesto          | a 44"     |

### 7ª tappa
- 12 marzo: Nizza > Nizza – 160,1 km

| Pos. | Corridore       | Squadra           | Tempo    |
| ---- | --------------- | ----------------- | -------- |
| 1    | Tom Steels      | Mapei             | 3h53'13" |
| 2    | Damien Nazon    | Bonjour           | s.t.     |
| 3    | George Hincapie | US Postal Service | s.t.     |

| Pos. | Corridore         | Squadra          | Tempo     |
| ---- | ----------------- | ---------------- | --------- |
| 1    | Andreas Klöden    | Deutsche Telekom | 28h19'50" |
| 2    | Laurent Brochard  | Jean Delatour    | a 7"      |
| 3    | Francisco Mancebo | Banesto          | a 44"     |

## Classifiche finali

### Classifica generale
| Pos. | Corridore                | Squadra                  | Tempo     |
| ---- | ------------------------ | ------------------------ | --------- |
| 1    | Andreas Klöden           | Team Deutsche Telekom    | 28h19'50" |
| 2    | Laurent Brochard         | Jean Delatour            | a 7"      |
| 3    | Francisco Mancebo        | Banesto                  | a 44"     |
| 4    | François Simon           | Bonjour-Toupargel        | a 53"     |
| 5    | Javier Pascual Rodríguez | Kelme-Costa Blanca       | a 56"     |
| 6    | Jonathan Vaughters       | Crédit Agricole          | a 1'02"   |
| 7    | Martin Rittsel           | Memory Card-Jack & Jones | a 1'15"   |
| 8    | Frankie Andreu           | US Postal Service        | a 1'17"   |
| 9    | Dario Frigo              | Fassa Bortolo            | s.t.      |
| 10   | Tomasz Brozyna           | Banesto                  | a 1'18"   |